# 위너스
위너스(Winners)는 TJX사가 소유한 캐나다의 의류 유통 업체이다. 유명 상표의 의류, 신발, 가구, 예물, 화장품, 가정 용품 등을 취급한다. 모든 상품을 최소 20% 최대 60%까지 할인 판매한다. 2006년 기준 190개의 매장을 운영하고 있다.

## 역사
1982년 캐나다 온타리오주 토론토에 개장하였다. 캐나다의 첫 의류 전문 할인 매장이었으며, 1990년 세계에서 가장 큰 의류 할인 유통업체인 TJX사로 합병되었다. 2001년 후반부터 위너스는 가정용품 유통사인 홈센스(Homesense)와 짝을 이루었으며 다이렉스(Dylex)사로부터 획득한 레이블스(Labels)라는 의류 브랜드도 운영하기 시작한다. 레이블스는 위너스와 경쟁 관계였으나 성공한 적이 없었다. 대부분의 레이블스 매장은 홈센스 매장으로 바뀌었다.